# Cool Money
Cool Money es una película para televisión estadounidense del año 2005 protagonizada por James Marsters.

## Argumento
Bobby Comfort (Marsters) fue un ladrón condenado, antes de que se escapara de prisión y se borrarse a sí mismo de todos los cargos. Regresa a casa con su esposa y su hija, pero se encuentra insatisfecho con el estilo de vida doméstica. Sammy Nalo (John Cassini), su nuevo socio en el crimen, aparece y empiezan a robar en los hoteles de moda de Nueva York. Mientras tanto, Phil Parris (Jason Schombing), su primo en segundo grado, intenta llevarle por el buen camino.

## Reparto
| Actor           | Papel             |
| --------------- | ----------------- |
| James Marsters  | Bobby Comfort     |
| John Cassini    | Sammy Nalo        |
| Larry Manetti   | Det. Ed O'Connor  |
| Wayne Robson    | Doc               |
| Robin Brûlé     | Stephanie Comfort |
| Jason Schombing | Phil Parris       |
| Margot Kidder   | Peggy Comfort     |